# Pleuridium subnervosum
Pleuridium subnervosum là một loài rêu trong họ Ditrichaceae. Loài này được Müll. Hal. A. Jaeger ex Paris mô tả khoa học đầu tiên năm 1898.